# گابریلا بریمر
گابریلا «گابی» راکل بریمر (به‌اسپانیایی: Gabriela Brimmer‎؛ زاده ۱۲ سپتامبر ۱۹۴۷ – درگذشته ۲ ژانویه ۲۰۰۰)، نویسنده زن و فعال حقوق افراد دارای معلولیت اهل مکزیک بود. بریمر در کتاب‌ها و فیلم‌هایی که تجربه‌اش را به‌عنوان یک فرد مبتلا به فلج مغزی به‌طور واقعی به تصویر می‌کشید، کمک‌های مؤثری کرد و در نهایت فرصت‌های بیشتری را برای افراد معلول ایجاد کرد.

## زندگی
گابریلا بریمر در سال ۱۹۴۷ در مکزیکوسیتی، از پدر. مادری به نام ساری و میشل بریمر، مهاجران یهودی اتریشی که از اتریش نازی فرار کرده بودند به دنیا آمد. او یک برادر به نام دیوید داشت.
بلافاصله پس تولد، والدین گابریلا متوجه شدند که او فلج مغزی شدید دارد، یک اختلال عضلانی که می‌تواند بر حرکت، توان عضلانی و وضعیت بدن فرد تأثیر بگذارد. او از کودکی یادگرفت چگونه در دنیایی عمل کند که در پذیرش تنوع در افراد مشکل دارد. فلورنسیا سانچز مورالس سرپرست بریمر تا حد زیادی مسئول آموزش برقراری ارتباط به او بود. مراقبین بریمر به او یاد دادند که از طریق کلمات مکتوب و شعر با دیگران ارتباط برقرار کند، زیرا او غیرکلامی بود.
پای چپ او، تنها قسمتی از بدنش که می‌توانست حرکت کند، وسیله ارتباط او با دنیا شد. همان‌طور که در آثار هنری امروز نشان داده شده‌است، او با استفاده از ماشین تحریری که با انگشت شست پای چپش کار می‌کرد، قطعات زیبایی نوشت.
بریمر بعداً با رمان‌نویسان و روزنامه‌نگاران مکزیکی همکاری کرد تا سه کتاب پرفروش را بنویسد که زندگی او را دقیقاً به تصویر می‌کشد. او همچنین با تهیه‌کنندگان همکاری کرد تا زندگی‌نامه‌اش را به فیلم گابی: یک داستان واقعی (Gaby: A True Story) تبدیل کند که در سال ۱۹۸۷ به صحنه آمد و نامزدی گلدن گلوب و اسکار را از آن خود کرد.
در ادامه بریمر انجمن حقوق افراد دارای معلولیت حرکتی را تأسیس کرد و در بسیاری از سازمان‌های دیگر که از حقوق معلولیت و دسترسی حمایت می‌کردند، شرکت کرد.
در سال ۱۹۷۹، زندگینامه اسپانیایی زبان او با نام گابی بریمر، توسط النا پونیاتوسکا، توسط سرمقاله گریالبو (به اسپانیایی: Grijalbo) در مکزیکو سیتی منتشر شد که ترجمه انگلیسی آن توسط ترودی بالچ در سال ۲۰۰۹ انتشار یافت.
در سال ۲۰۱۶، مرکز ملی توانبخشی و ادغام آموزشی گابی بریمر به افتخار او ایجاد شد.